# Phước Sơn, Tuy Phước
Phước Sơn là một xã thuộc huyện Tuy Phước, tỉnh Bình Định, Việt Nam.
Xã Phước Sơn có diện tích 26,38 km², dân số năm 1999 là 22889 người, mật độ dân số đạt 868 người/km².

## Lịch sử
Ngày 24 tháng 8 năm 1981, Hội đồng Bộ trưởng ban hành quyết định số 41-HĐBT về việc chuyển xã Phước Sơn thuộc huyện Phước Vân về huyện Tuy Phước mới tái lập quản lý.

## Hành chính
Xã Phước Sơn được chia thành 10 thôn: Dương Thiện, Kỳ Sơn, Lộc Thượng, Lộc Trung, Mỹ Cang, Mỹ Trung, Phụng Sơn, Vinh Quang 1, Vinh Quang 2, Xuân Phương.